# Голик, Ярослав
Ярослав Голик (чеш. Jaroslav Holík, 3 августа 1942, Немецкий брод, нацистская Германия — 17 апреля 2015, Йиглава, Чехия) — чехословацкий хоккеист и хоккейный тренер, бронзовый призёр зимних Олимпийских игр в Саппоро 1972 года.

## Спортивная карьера
Начал игровую карьеру в 1956 году в своем родном городе Гавличкув-Брод.
Выступал за хоккейный клуб «Дукла» (Йиглава) (1961—1979), заслуженный мастер спорта (1968), нападающий; провел 602 игры, набрав 641 очка по системе гол+пас (266 + 375). Семикратный чемпион Чехословакии (1967—1972, 1974), двукратный серебряный призёр (1966, 1973), трёхкратный бронзовый призёр (1962, 1964, 1975). В 1966 и 1969 годах входил в шестерку лучших хоккеистов сезона. Был пятикратным обладателем Кубка Шпенглера (1966, 1967, 1969, 1979 и 1983).
В 1963—1976 годах в составе сборной Чехословакии сыграл 143 матча, забил 55 голов. На зимних Олимпийских играх в японском Саппоро в составе национальной сборной ЧССР завоевал бронзовую медаль.
Чемпион мира и Европы в Праге (1972), серебряный призёр чемпионатов мира и Европы (1965, 1966), бронзовый призёр мировых первенств (1969, 1970, 1973), чемпионатов Европы (1967, 1969, 1970, 1973). Олимпийских игр 1972. Победитель турнира на Приз «Известий» (1970).
Награждён медалью «За доблестный труд» (1972).
По завершении игровой карьеры возглавлял клуб «Дукла Йиглава» как тренер, который при нём четырежды становился чемпионом Чехии. Под его руководством (1999—2003) национальная молодёжная сборная в возрасте до 20 лет дважды подряд побеждала на чемпионатах мира в 2000 и 2001 годах.
В 2010 году стал фигурантом уголовного дела по обвинению в коррупции в виде якобы получения 50 000 чешских крон за включения защитника Яна Платила в состав сборной, однако доказательств этому полиция не нашла.
В марте 2012 года был включен в чешский Клуб «Честной игры».
Известными хоккеистами были его брат Иржи Голик и выступавший в клубах НХЛ сын Бобби Холик.